# Junichi Kikuta
Junichi Kikuta é um ex ciclista profissional japonês. Nasceu em Miyagi a 8 de dezembro de 1966. Foi profissional entre 1995 e 1997.
Passou ao campo profissional com a equipa Artiach. Seu trabalho era a de gregário dos diferentes chefes de filas que teve.

## Palmarés
1996
- 3º no Campeonato do Japão em Estrada

## Equipas
- Artiach (1995)
- MX Onda (1996)
- Estepona em Marcha (1997)